# Reinward von Minden
Reinward (auch Reimundus, Reinhard oder Reinwardus) († 25. Februar oder 28. Juni 1089) war von 1080 bis 1089 Bischof von Minden.
Reinward, der vor seiner Zeit als Bischof Dompropst war, war der erste in der Reihe der Mindener Bischöfe, der gegen einen Gegenbischof regieren musste. Der Zwist um die Nachfolge des im Dezember 1080 verstorbenen Bischofs Egilbert (auch „Mindener Bischofsschisma“ genannt) ist auf den Investiturstreit zwischen Kaiser Heinrich IV. und Papst Gregor VII. zurückzuführen. Egilbert hatte sich seit 1076 für die Absetzung Gregors eingesetzt. Reinward war der Kandidat der gregorianischen Partei. Seine Ernennung wurde durch den päpstlichen Legaten Otto (gemeint ist vermutlich Otto von Ostia, der ab 1086 als Papst Urban II. amtierte) übermittelt. Bischof Hartwig von Spanheim weihte Reinward und sowohl das gregorianisch gesinnte Domkapitel als auch die Landesstände wählten bzw. erkannten ihn an. Der zeitgleich vom Kaiser zum Bischof ernannte Volkmar konnte sich deshalb zunächst nicht durchsetzen. Reinward baute bei der Sicherung seiner Macht über das Bistum auf die Unterstützung von Gegenkönig Hermann von Salm. Als dessen Regierungszeit 1088 endete, wurde Reinward aus Minden vertrieben, kehrte jedoch noch einmal für wenige Monate auf den Thron zurück und konnte seine Ansprüche bis zu seinem Tod 1089 für die gregorianische Partei behaupten. Volkmar, der wie die große Mehrheit der Bischöfe der Reichskirche den kaiserlichen Papst Clemens III. anerkannte, nahm das Stift Minden erst nach Reinwards Tod in Besitz. Erst 1120 endete mit der Weihe von Sigward die Zeit der Gegenbischöfe in Minden.
Über das genaue Todesdatum Reinwards gibt es unterschiedliche Angaben. Vermutlich markiert das Ende seiner Amtszeit am 25. Februar 1089 seinen Tod. Mindestens eine Quelle benennt aber auch den Petriabend 1089, also den 28. Juni 1089 als Todestag.